# سامي لوفتسبرينج
سامي لوفتسبرينج (بالإنجليزية: Sammy Luftspring)‏ (ولد 1916 - توفي 2000) كان ملاكم محترف كندي صنّف ضمن فئة وزن الوسط. اضطر لاعتزال هذه الرياضة بسبب إصابة في العين. أدخل في قاعة مشاهير الرياضة الكنديين في سنة 1985.

## إحصائيات
خاض خلال مسيرته 40 نزالا، فاز في 32 ولم يتعادل وخسر في 8. فاز بالضربة القاضية في 14 نزالا.

## روابط خارجية
- سامي لوفتسبرينج على موقع بوكس ريك (الإنجليزية) (registration required)
- سامي لوفتسبرينج على موقع قاعة كندا للمشاهير الرياضية (الإنجليزية)
- سامي لوفتسبرينج على موقع قاعة أونتاريو للمشاهير الرياضية (مؤرشف) (الإنجليزية)